# Јован Деспотовић
Јован Деспотовић (Београд, 16. април 1952) српски је историчар уметности и ликовни критичар.

## Биографија
Основну школу и гимназију завршио у Београду. На Филозофском факултету Универзитета у Београду дипломирао Модерну уметност на групи за Историју уметности 1976. Радио на Факултету примењених уметности као библиотекар 1980, у Музеју савремене уметности у Београду као кустос галерија-легата, салона МСУ и збирке скулптуре, истовремено и шеф Одељења уметничких збирки и изложби 1981—2001, у Влади републике Србије био у Министарству културе помоћник министра а у Координационом центру за Косово и Метохију руководилац Сектора за очување културне баштине 2001—2004. Од 2004.до 2017. био је Одговорни уредник Културно-информативне редакције на Трећем програму Радио Београда a у Јавном сервису Радио-телевизија Србије Одговорни уредник Документарног програма. Директор Музеја савремене уметности у Београду 2014-2015. Пензионисан је 2017. године.
Од 2010. уредник је електронског издања Магазина Madl'Art. Истовремено је био и консултант за културу у Фонду за Отворено друштво, Београд, 1993 — 1994, уредник ликовног програма Центра за културну деконтаминацију, Београд, 1995 — 2000, експертски саветник у Аукцијској кући Madl'Art, Београд, 2005 — 2012, a 2012. лични уметнички консултант Madlene Zepter. Ангажован је и као сарадник UNHCHR (Канцеларија Уједињених нација Високог комесаријата за људска права) за прогоњене уметнике 1999—2000, члан експертске мреже Г17 ПЛУС 1999 — 2002; програм „Имплементација модела градских културних политика“ 1999, косекретар Одбора за проналажење Ивана Стамболића 2000—2003.

## Област интересовања
Модерна и савремена уметност у њеним историјским прегледима и новим тумачењима. Теоријски и критички прикази актуелног ликовног и визуелног стваралаштва, посебно осврти на сликарство, скулптуру и ликовну критику. Усмереност према стилским кретањима у постмодернизму, последњој деценији прошлог и овом веку. Од деведесетих година прошлог века, а нарочито после 2000, изразито је заинтересован и за културну политику. Објавио преко 2000 чланака, критичких осврта, есеја, о модерном, савременом и актуелном стваралаштву и њиховим протагонистима у бројној дневној, недељној и месечној периодици, као и у специјализованим часописима и електронским медијима. Био је оснивач и уредник бројних часописа: Свеске (Друштва историчара уметности Србије), Београд, Момент, Горњи Милановац-Београд, Време уметности (специјализовани додатак недељника Време), Београд, Трећи програм Радио Београда, Београд и др. Превођен на француски, енглески, немачки, фински, норвешки, шведски, грчки, италијански, шпански, португалски, словеначки, македонски и албански језик. Приредио око 300 ауторских изложби у Србији, бившој Југославији и иностранству.

### Књиге
- 2006. Нова слика,[11] Деспотовић, Јован (2006). Clio. ISBN 978-86-7102-236-1., Београд. . [мртва веза]
- 2008. Нова слика II, допуњено и измењено издање (електронско издање 2011) [мртва веза]
- 2008 Слика политике (електронско издање 2011) [мртва веза]
- 2009. Вера Божичковић Поповић (електронско издање 2011) [мртва веза]
- 2010. Милена ЈНК, УЛУС. . [мртва веза]
- 2011 Јосиф, Босис, Интелекта. . „Josif | Jovan Despotović”. Архивирано из оригинала 04. 03. 2016. г.
- 2011 Нуне Поповић и Магнет, Popović, Nune (2011). Музеј савремене уметности Војводине. Muzej Savremene Umetnosti Vojvodine. ISBN 978-86-84773-86-1., Нови Сад. . [мртва веза]
- 2013. Слободанка Ступар, Продајна галерија 'Београд'. .
- 2013 Горан Јуреша, Галерија BelArt, Нови Сад, Галерија Звоно. . „Na 'Putu čokolade' Gorana Jureše | Jovan Despotović”. Архивирано из оригинала 04. 03. 2016. г.

### Публикације (избор)
- 1983. Уметност осамдесетих (коаутор), Музеј савремене уметности, Београд[12]
- 1983 Југословенска скулптура после 1950 (из збирке Музеја савремене уметности), Галерија-легат Милице Зорић и Родољуба Чолаковића, Београд
- 1991. Слика и информација 1945-1989, Српска фотографија 1839-1989, (коаутор), Галерија САНУ, Београд
- 1994. Мића Поповић – цртежи, 1941-1988 (уредник), Мрљеш, Београд
- 1996. Драгослав Ђорђевић, (приредио), Clio, Београд
- 1998. Обнова уметности, обнова критике, (коаутор), Уметности на крају века I, Clio, Београд[13]
- 1998 Уметност и ангажованост деведесетих, 20 меморијал „Надежде Петровић“, Уметничка галерија „Надежда Петровић“, Чачак[14]
- 2000. Aktiver Widerstand, Zentrum für Kulturelle Dekontamination, Čedomir Vasiċ (co-author), Dossier Serbien, Akademie der Künste, Berlin
- 2001. Aktiver Widerstand, Zentrum für Kulturelle Dekontamination, Čedomir Vasiċ (co-author), Dossier Serbien, Akademie der bildenden Künste, Wien
- 2001—2002 Da Fattori a Morandi e La vie mediterranee dell'icona cristiana, Народни музеј, Београд, La Collezione Grieco, Pinacoteca Provinciale, Бари.  978-88-7329-017-9..
- 2002 Регионално универзално, (коаутор), Галерија савремене уметности, Панчево
- 2005. Награда за уметност 'Мића Поповић', (коаутор), 10 година Галерије Хаос, Уметнички павиљон 'Цвијета Зузорић'. .
- 2006. За бољи пут Србије, (коаутор). Демократска странка. Центар ресорних одбора. .
- 2006 Madlena, (коаутор), Zepter internacional, Милано, Париз
- 2008. Од „џакова ораја“ до одрживости јавне уметности, (коаутор), Скулптура у урбаном простору, Висарт, Нови Сад.  978-86-911911-0-8..
- 2009. Пажња критика, 50 година Октобарског салона, (коаутор). .
- 2010. Уместо поговора, Досије Србија - активизам деведесетих, (поговор за српско издање) Collectivism after modernism, Sholette, Gregory (2007). University of Minnesota Press. University of Minnesota Press. ISBN 978-0-8166-4461-2., Minneapolis. , Clio. .
- 2010 Похвала стилу, Мадлена, Деценије, (коаутор). Zepter Book Word. .
- 2019 Одложба није изложена (коаутор), Критичари су изабрали – Мрђан Бајић, Тахир Лушић, Де Стил Марковић, стр.162-164; Критичари на делу, стр. 215-219; Културни центар Београда, Београд,  978-86-7996-245-4

### Монографије (избор)
- 1984. Вера Божичковић Поповић, (коаутор), Уметнички павиљон 'Цвијета Зузорић', Београд[15]
- 1984—1985 Светомир Арсић Басара, Уметнички павиљон 'Цвијета Зузорић', Београд[16]
- 1986. Сава Шумановић, Југословенска галерија уметничких дела. .
- 1998. Сретен Стојановић, Југословенска галерија уметничких дела, Београд,
- 2002. Живко Грозданић Гера, (коаутор), Уметничка галерија „Надежда Петровић“, Чачак, Центар за савремену културу Конкордија, Вршац, Greelery Square Gallery, New York
- 2004. Лед арт 1993-2003 - Документа (коаутор), Мултимедијални центар ЛЕД АРТ, Нови Сад
- 2004 Светомир Арсић Басара, Или предговор неминовно мишљен као поговор (предговор). Marković, Srđan (2004). Српска академија наука и уметности, Београд. Народна и универзитетска библиотека "Иво Андрић". Srpska akademija nauka i umetnosti. ISBN 978-86-7935-076-3., Приштина. .
- 2007. Небојша Митрић, Спомен збирка Павла Бељанског. .
- 2007 Војин Стојић, живот и дело, (коаутор). Апостроф. .
- 2008. Живко Грозданић Гера, „Метеорска киша“, Симптоми сингуларизације, (коаутор), Биро за културу и комуникацију, Вршац.  978-86-907379-3-2..
- 2008 Милован Де Стил Марковић, и Нова слика осамдесетих (коаутор), Уметничка галерија „Надежда Петровић“, Чачак.  978-86-83783-25-0..
- 2009. Живојин Турински - Радови 1958-1967, (коаутор), Културни центар Београда. .
- 2010. Љубомир Ерић, Колекција цртежа, Архипелаг. .
- 2010 Милена Јефтић Ничева Костић, УЛУС. .
- 2010 Џафо, (коаутор), Музеј савремене ликовне уметности Војводине. .

### Предговори каталога (избор)
- 1982. New Now, Галерија Пинки, Земун[6]
- 1982 Студенти ФЛУ – пластичари, Галерија 73, Београд
- 1982, Млади 82. (коаутор), Салон Музеја савремене уметности, Београд
- 1983–1984. Критичари су изабрали, (коаутор), Ликовна галерија културног центра, Београд
- 1984 Jugoslavian Nykytaidetta, (коаутор), Alvar Aalto museet, Oslo, Jugoslavisk Nutidskonst, (коаутор), Taidehalli, Helsinki
- 1984 Нова фотографија 4, (коаутор), Фотографија осамдесетих, Салон Музеја савремене уметности, Београд, , Марибор, Галерија Копривница, Копривница, , Галерије града Загреба, Загреб
- 1987. Дарија Качић, Дуба Самболец, Анета Аветиева, 7. интернационални бијенале мале скулптуре, Будимпешта.  978-963-7402-07-4..
- 1990. Геометрије, (коаутор), Музеј на современата уметност, Скопље, Музеј савремене уметност, Београд, Галерија Ликовни сусрет, Суботица, Галерија Ликовних умјетности, Осијек, Уметностна галерија, Марибор, Галерија Копривница, Копривница, Модерна галерија, Љубљана, Модерна галерија, Ријека, Музеј сувремене умјетност, Загреб, Умјетничка галерија БиХ, Сарајево
- 1990 Критичари су изабрали, Ликовна галерија Културног центра, Београд
- 1994. Здравко Јоксимовић, 22. бијенале, Сао Паоло
- 1995–1996. A Saudade de Anica Vučetić, Museu de Arte Contemporanea da Universidade de São Paulo, São Paulo
- 1995–1996 Резиме, Музеј савремене уметности. .[6]
- 1997. Мића Поповић: Свечана слика некада и сад – Неизбежност понављања, Изложба које није било, Центар за културну деконтаминацију, Београд
- 1997 , (коаутор), Центар за културну деконтаминацију, Београд
- 1997 Критичари су изабрали ‘97, (коаутор), Ликовна галерија Културног центра, Београд
- 1999. Колористичари, Продајна галерија Београд, Београд
- 1999 Гласови новог века, Галерија Хаос, Београд[17]
- 1999 Вида Јоцић - Апел за мир, Центар за културну деконтаминацију, Београд
- 2000. En fin, Galerie de L’UNESCO, Paris
- 2004. Чедомир Васић, Red datа Book, Уметничка галерија „Надежда Петровић“, Чачак.  978-86-83783-08-3..
- 2004 Old Now, Критичари су изабрали, Културни центар Београда. .
- 2007. Слободан Трајковић, Метаморфозе, Продајна галерија Београд. .
- 2007 Саша Стојановић, The Best Оff, Музеј савремене уметности Војводине, Нови Сад
- 2007 Евгенија Демниевска, Дискурс утопије модернизма, Уметнички павиљон 'Цвијета Зузорић'. .
- 2011. Слободанка Ступар, Испод и изнад, Продајна галерија „Београд“. .

### Есеји, чланци, критике (избор)
- Татљинов Споменик III интернационали, 3+4, Београд, 1978,
- Идеја и пракса руског конструктивизма, Апстрактна уметност, Дело, Београд, 1979,
- Задужбине, легати, заоставштине, Студент, Београд, 1981,
- „Синтетички пејзажи“ Чедомира Васића, Свеске, Београд, 1981,
- Београдско Ново сликарство, Питања, Загреб, 1983,
- Уметност 80-их: Београдско ново сликарство, Трећи програм Радио Београда, Београд, 1983,
- О два посебна аспекта пост-модернизма, Књижевност и фантастика, Сопоћанска виђења, Нови Пазар, 1984,
- Уметност осамдесетих: постмодерна у знаку оспоравања и/или афирмације, Трећи програм Радио Београда, Београд, 1984,
- Југословенска скулптура после 1950, Свеске, Београд, 1985,
- Београд осамдесетих – Пигмалионова маска или Едипов карактер, Момент, Београд, 1985/1986,
- Полицентричне мутације – новости и понављања, Момент, Београд, 1986,
- Сликарство као судбина, Уметност (Нова серија), Београд, 1988[18],
- Социјалистички реализам у Србији 1945—1950, Момент, Београд, 1990,
- Национална тема у савременом српском сликарству - Увод, Пројека(р)т, Нови Сад, 1994,
- Деведесете – најмлађи аутори српске скулптуре, Трећи програм Радио Београда, Београд, 1996,
- Од меког писма до строге мисли, Трећи програм, Радио Београд, Београд, 1996,
- Критика Критка критике, Искуства, Београд, 1997,
- Отворена књига прошлости, Наша борба, Београд, 1997,
- Уметност и ангажованост, Република, Слободанка Ступар, Аrti, Атина, 1998,
- Гласови новог века, Књижевне новине, Ратно издање, Београд, 1999,
- Херцегновски зимски салон (у знаку постиндивидуализма нове ликовности), Бока, Херцег Нови, 1999,
- Седам теза новије српске скулптуре, Трећи програм Радио Београда, 2000,
- Досије Србија, Трећи програм Радио Београда, Београд, 2000,
- Уметничка критика: Расап уметности, расап критике: критика уметности деведесетих, Трећи програм Радио Београда, Београд, 2006,
- Јерко Денегри: ’Друга линија’ или хроника једног доследног критичарског залагања, Трећи програм, Радио Београд, Београд, 2005,
- Нова слика осамдесетих, Трећи програм Радио Београда, 2006,
- Идеја пројекта и постмодерна парадигма, Трећи програм, 2007,
- Од ’џакова ораја’ до одрживости јавне уметности, Трећи програм Радио Београда, Београд, 2008,
- Енформел – из фонда уметничке колоније Ечка, Трећи програм Радио Београда, Београд, 2008,
- Од спиритуалног до материјалног кроз сликарство Јосифа Видојковића, Национална галерија Београд, 2008,
- Излазак у бело, Култура, уметност, наука, Политика, Београд, 2008,
- Нежно и чврсто, Галерија Звоно, Београд, 2008,
- Оригинално као неостварени циљ уметности, Трећи програм Радио Београда, Београд 2008,
- Бора Иљовски, Трећи програм, Радио Београд, Београд, 2008,
- Неша Париповић, Трећи програм, Радио Београд, Београд, 2008,
- Постојаност и променљивост у радовима Жељке Момиров, Галерија Озон, Београд, 2008,
- Мирослав Павловић: Димензиони радови, Трећи програм Радио Београда, Београд, 2008,
- Бранко Протић, Трећи програм Радио Београда, Београд, 2008,
- Тумачење енформела (Бранислав Протић, радови 1956—1966), Трећи програм, Радио Београд, Београд, 2008,
- Дезоријентација - Млади британски уметници, Трећи Програм Радио Београда, Београд, 2009,
- Реч о музеју или о једној фусноти, Нова мисао, бр. 10, pp. 44–47, Нови Сад, фебруар 2011

### Културна политика (избор)
Музеј Савремене уметности у загрљају левог и десног тоталитаризма, Култура власти, Index смена и забрана I, Радио Б92, Београд, 1994, Европски говор српске уметности, Политика, Београд, 1995, Култура јесте побуна, Демократија, Београд, 1997, Beograd: barikade za bodočnost, Разгледи, Љубљана, 1997, Расуло у Музеју савремене уметности, Демократија, Београд, 1997, Opozorila novi mestni oblasti, Дело, Љубљана, 1997, Arti i rezistenës, Zeri, Приштина, 1997, Gjurmë, М, Приштина, 1997, „ Fin de siecle“ – балканска варијанта, Наша борба, Београд, 1997, Мића Поповић: Свечана слика некада и сад– Неизбежност понављања, Изложба које није било, Центар за културну деконтаминацију, Београд, 1997, Уметност друге Србије, Разгледи-Дело, Љубљана, 1998, Келнери и собарице Њиховог режима, Наша борба, Београд, 1998, Културно странчарење, Република, Београд, 1998, Уметности и ангажованост деведесетих, 20. меморијал Надежде Петровић, Галерија Надежде Петровић, Чачак, 1998, Вида Јоцић – Апел за мир, Центар за културну деконтаминацију, Београд, 1999, Системски организована небрига, Данас, Београд, 2000, Суђење уметничким слободама, Република, 2000, Утопистичка погрешка Светомира Арсића Басаре – Немогућа мисија, Идентитет, Загреб, 2000, Уметност у раљама дневне политике, Република, Београд 2000, Култура, Програм за Београд, Градски одбор Демократске странке, Београд, 2000, Репресија и изазови, Идентитет, Загреб, 2000, Стратегије културног развоја, Центар Сава, Београд, 2000, Досије Србија, Трећи програм Радио-Београда, Београд, 2000, , Берлин, Беч, 2000, Културна политика и културна стратегија, Република, Београд, 2000. Утопистичка погрешка Светомира Арсића Басаре, симпозијум Дело Светомира Арсића Басаре, Баштина, Институт за српску културу, Приштина-Лепосавић, 2000, Баштина као обавеза националне политике, Политика, 2001, Београд, Културна политика Србије: Национални извјештај, Центар Сава, Београд, 2002, Нека питања (нове) културне политике, Момент (нова серија), Панчево, 2003, Културна политика и транзиција I, Приватне галерије, Десет година Галерије ’Хаос’, Трећи програм Радио Београда, Београд, 2005, Културна политика и транзиција II, Очување културне баштине I и II део, Трећи програм Радио Београда, Београд, 2005, Културна политика и транзиција III, Реституција културних добара, Трећи програм Радио Београда, Београд, 2005, Културна политика и транзиција IV, Упоредна легислатива I и II део, Трећи програм Радио Београда, Београд, 2005, Културна политика и транзиција , Проблеми заштите културне баштине на Косову и Метохији I и II део, Трећи програм Радио Београда, Београд, 2005, Културна политика и транзиција , Проблеми обнове и заштите Манастира Хиландара, Трећи програм Радио Београда, Београд, 2005, Културна политика и транзиција VII, Ка новој музеологији, I и II део, Трећи програм Радио Београда, Београд, 2006, Музеји, архиви, заштита споменика културе, ’За бољи пут Србије’, Центар Ресорних одбора Демократске странке, Београд, 2006, Ликовне и примење уметности, ’За бољи пут Србије’, Центар Ресорних одбора Демократске странке, Београд, 2006, Како сачувати наслеђе?, ’За бољи пут Србије’, Центар Ресорних одбора Демократске странке, Београд, 2006, Баштина тоне, ’За бољи пут Србије’, Центар Ресорних одбора Демократске странке, Београд, 2006, Заштита културне баштине на Косову и Метохији, Трећи програм, I-II, Радио Београд, Београд, 2006, Законодавство у заштити културне баштине, Народни музеј, Лесковац, 2006, Очување културне баштине, Лесковачки зборник, XLVII, Народни музеј Лесковац, Лесковац, 2007, Заштита незаштићеног, Европа, Београд, 2007, Европски говорити, Европа, Београд, 2007

## Изложбе
Општи извори

### Ауторске (избор)
Перспективе IX, (коаутор), Југословенска галерија репродукција уметничких дела, Београд, 1981, New Now, Галерија Пинки, Земун, 1982, Студенти ФЛУ – пластичари, Галерија 73, Београд, 1982, Млади 82. (коаутор), Салон Музеја савремене уметности, Београд, 1982, Уметност осамдесетих, (коаутор) Музеј савремене уметности, Београд 1983, Југословенска скулптура после 1950 (из збирке Музеја савремене уметности), Галерија-легат Милице Зорић и Родољуба Чолаковића, Београд, 1983, Критичари су изабрали, (коаутор), Ликовна галерија културног центра, Београд, 1983—1984, Jugoslavian Nykytaidetta, (коаутор), Alvar Aalto museet, Oslo, Jugoslavisk Nutidskonst, (коаутор), Taidehalli, Helsinki, 1984, Нова фотографија 4, Фотографија осамдесетих, (коаутор), Салон Музеја савремене уметности, Београд, , Марибор, Галерија Копривница, Копривница, , Галерије града Загреба, Загреб, 1984, Из београдских вајарских атељеа, Салон Музеја савремене уметности, Београд, 1984, Пет сликара, Салон Музеја савемене уметности, Београд, 1985, Приштински круг, Салон Музеја савремене уметности, Београд, 1985, Три косовска сликара, Галерија Коларчевог народног универзитета, Београд, 1986, 7th International Small Sculpture Exhibition of Budapest, Palace of Exhibitions, Budimpešta, 1987, Сликарска пластика, Салон Музеја савремене уметности, Београд, 1987, Геометрије, (коаутор), Музеј на современата уметност, Скопље, Музеј савремене уметност, Београд, Галерија Ликовни сусрет, Суботица, Галерија Ликовних умјетности, Осијек, Уметностна галерија, Марибор, Галерија Копривница, Копривница, Модерна галерија, Љубљана, Модерна галерија, Ријека, Музеј сувремене умјетност, Загреб, Умјетничка галерија БиХ, Сарајево, 1990, Критичари су изабрали, Ликовна галерија Културног центра, Београд, 1990, 23. херцегновски зимски салон, Галерија Јосип Бепо Бенковић, Херцег Нови, 1990, Фотографија код Срба 1839—1989, (коаутор), Галерија САНУ, Београд, 1991, Од априла до априла 4, (коаутора), Југословенска галерија уметничкиг дела, Београд, 1993, Здравко Јоксимовић, Бијенале у Сао Паолу, Сао Паоло, 1994, Резиме, Музеј савремене уметности, Београд, 1995 — 1996, Сава Шумановић (из приватних збирки), Југословенска галерија уметничких дела, Београд, 1996, Стална поставка југословенске скулптуре, Музеј савремен уметности, Београд, 1996—2001, Мића Поповић: Свечана слика некада и сад – Неизбежност понављања, Изложба које није било, Центар за културну деконтаминацију, Београд, 1997, Përtej, (коаутор), Центар за културну деконтаминацију, Београд, 1997, Критичари су изабрали ‘97, (коаутор), Ликовна галерија Културног центра, Београд, 1997, Сретен Стојановић (из приватних збирки), Југословенска галерија уметничких Београд, 1998, Уметност и ангажованост деведесетих, 20. меморијал „Надежда Петровић“, Уметничка галерија „Надежде Петровић“, Чачак, 1998, 31. Херцегновски зимски салон, Галерија Јосип-Бепо Бенковић, Херцег Нови, 1998, Колористичари, Продајна галерија Београд, Београд, 1999, Вида Јоцић, „Апел за мир“, Центар за културну деконтаминацију, Београд, 1999, Гласови новог века, Галерија Хаос, Београд, 1999, 32. Херцегновски зимски салон, Галерија Јосип-Бепо Бенковић, Херцег Нови, 1999, Dossier Serbien, Akademie der Künste, (коаутор), Berlin, 2000, En fin, Galerie de L’UNESCO, Paris, 2000, Dossier Serbien, Akademie der bildenden Künste, (коаутор) Wien, 2001, V пролећно анале, Ликовни салон Дома културе Чачак, Чачак, 2001, Old Now - Критичари су изабрали, Ликовна Галерија Културног центра Београда, Београд, 2004, Живојин Турински, (коаутор), Ликовна галерија Културног центра Београда, Београд, 2009

### Остале (избор)
Саво Пековић, Галерија Факултета ликовних уметности, Београд, 1983, Alter Imago, Студио Галерије сувремене умјетности, Загреб, 1983, Јармила Вешовић, Галерија Дома омладине, Београд, 1984, Драгослав Крнајски, Галерија Дома омладине, Београд, 1984, Alter Imago, Обалне галерије Пиран, Пиран, 1984, Вера Божичковић Поповић (ретроспективна изложба), Уметнички павиљон „Цвијета Зузорић“, Београд, 1984, Светомир Арсић Басара (ретроспективна изложба), Уметнички павиљон „Цвијета Зузорић“, Београд, 1984—1985, Ненад Жилић, Галерија Коларчевог народног универзитета, Београд, 1985, Јармила Вешовић, Народни музеј, Краљево, 1985, Перица Донков, Галерија Коларчевог народног универзитета, Београд, 1985, Александар Рафајловић, Модерна галерија, Титоград, 1985, Венија Вучинић Турински, Ликовна галерија Културног центра, Београд, 1985, Милета Продановић, Galerija CM, Осијек, 1985, Мирослав Ђорђевић, Ликовни салон Дома културе, Чачак, 1985, Рада Селаковић, Салон музеја савремене уметности, Београд, 1985, Милета Продановић, Галерија Студентског културног центра, Београд, 1985, Рада Селаковић, Завичајни музеј, Титово Ужице, 1985, Милица Лукић, Галерија Коларчевог народног универзитета, Београд, 1985, Мирослав Ђорђевић, Галерија Дома омладине, Београд, 1986, Зоран Фуруновић, Галерија савремене уметности, Ниш, 1986, Милена Јефрић Ничева Костић, Савремена галерија, Зрењанин, 1986, Alter Imago, Салон Музеја савремене уметности, Београд, 1986, Гордан Николић, Дом културе, Ивањица, 1986, Селаковић, Попивода, Галерија Коларчевог народног универзитета, Београд, 1987, Зоран Вуковић, Галерија Коларчевог народног универзитета, Београд, 1987, New Order, Нови Храм, Сарајево, 1987, Александар Рафајловић, Галерија Народног свеучилишта, Пореч, 1987, Радомир Станчић, Галерија Културног центра, Апатин, 1987, Светомир Арсић Басара, Галерија 43 Музеја Другог засједања АВНОЈ-а, Јајце, 1987, Петар Ђуза, Умјетничка галерија “Велимир А. Лековић”, Бар, Музеј, Улцињ, Галерија, Тиват, 1988, Саво Пековић, Галерија Коларчевог народног универзитета, Београд, 1988, Стојан Ћелић, Галерија Графички колектив, Београд, 1988, Анета Светиева, Галерија Себастиан, Београд, 1988, Петар Ђуза, Галерија Савремене ликовне уметности, Нови Сад, 1988, Рајко Попивода, Салон Музеја савремене уметности, Београд, 1988, Verbunprogram, Велика галерија Културног центра, Нови Сад, 1989, Светомир Арсић Басара, Градска библиотека, Рашка, Ликовна галерија Културног центра, Београд, 1989, Миодраг Ристић, Галерија Удружења ликовних уметника Србије, Београд, 1990, Златко Вићентијевић, Велика галерија Културног центра, Нови Сад, 1990, Светомир Арсић Басара, Дом културе, Неготин, 1990, Петар Ђуза, Салон Музеја савремене уметности, Београд, 1990, Марко Кратохвил, Галерија Мост, Београд, 1990, Драгомир Угрен, Галерија ликовне јесени, Сомбор, Галерија Лазар Возаревић, Сремска Митровица, Велика галерија Културног центра, Нови Сад, 1990, Миодраг Ристић, Народни музеј, Крагујевац, 1991, Коста Богдановић, Салон Музеја савремене уметности, Београд, 1992, Зоран Вуковић, Галерија, Пирот, 1993, Галерија „Smit“, Будва, Летњиковац „Бућа“, Петровац, Галерија, Тиват, Спомен дом „Црвена комуна, 1994, Вера Божичковић Поповић, Галерија Zepter, Београд, 1994, Мића Поповић, цртежи 1975-1987, Галерија “Хаос”, Београд, 1995, Милан Тепавац Тарин, Ликовна галерија Културног центра, Београд, 1995, Зоран Вуковић, Уметнички павиљон “Цвијета Зузорић”, Београд, 1995, River Art, Стара барутана, Калемегдан, Београд, 1995, Мирјана Петровић, Ликовна галерија Културног центра, Београд, 1996, Милан Краљ, Ликовна галерија Културног центра, Београд, 1996, Гордан Николић, Галерија Zepter, Београд, 1996, Драган Станковић, Галерија Факултета ликовних уметности, Београд, 1996, Фатмир Зајми, Мали ликовни салон, Народни музеј, Крагујевац, 1996, Светомир Арсић Басара, Српски културни центар Свети Сава, Суботица, 1996, Горан Косановић, Галерија „Звоно“, Београд, 1996, Емил Сфера, Покрајински културни центар, Приштина, Дом културе, Смедерево, Културни центар, Ковин, 1996, Душан Б. Марковић, Галерија Zepter, Београд, 1996—1997, Мирјана Петровић, Савремена галерија, Зрењанин, 1997, Милена Јефтић Ничева Костић, Уметнички павиљон „Цвијета Зузорић“, Београд, 1997, Милена Јефтић Ничева Костић, Конкордија, Вршац, 1997, Ђорђе Ђорђевић, Ликовни салон Дома културе, Чачак, 1997, Драган Перић, Галерија уметности, Приштина, 1998, Оливера Даутовић, Ликовна галерија Културног центра, Београд, 1998, Мирослав Павловић, Галерија Звоно, Нови Сад, 1998, Бошко Атанацковић, Cité Internationale des Arts, Париз, 1998, Горан Косановић, Галерија КУД Франце Прешерен, Љубљана, 1998, Мирослав Павловић, Павиљон Вељковић, Београд, 1998, Петар Ђуза, Галерија Хаос, Београд, 1998, Богдан В. Мусовић, Галерија Јосип–Бепо Бенковић, Херцег Нови, 1998, Александра Костић, Галерија Задужбине Илије М. Коларца, Београд, 1998, Икономанија – торпедом у лед, CZKD, Београд, 1998, Марија Павловић, Галерија савремене ликовне уметности, Ниш, 1998, Миодраг Ристић, Галерија „Звоно“, Београд, 1999, Саша Стојановић, Центар за културну деконтаминацију, Београд, 1999, Јелена Блечић, Ликовна галерија Студентског културног центра, Београд, 1999, Горан Косановић, Галерија „Звоно“, Београд, 1999, Скулптура из колекције, Галерија Zepter, Београд, 2000, Марија Павловић, Ликовна галерија Културног центра, Београд, 2000, Живко Грозданић Гера, web-sait „Алегорије“, Галерија Аурора, Вршац, 2000, Нандор Глид, Галерија Zepter, Београд, 2000, Богољуб Арсенијевић Маки, CZKD, Београд, 2000, Јелена Трпковић, Галерија УЛУС-а, Београд, 2000, Делимично помрачење, CZKD, Београд, 2000, Војин Стојић, Галерија Zepter, Београд, 2000, Војин Стојић, Галерија народног музеја, Врање, 2001, Мирослав Павловић, Галерија 73, Београд, 2001, Мирослав Павловић: Дефиниције, Конкордија, Вршац, 2001, Бошко Атанацковић, Градска галерија, Ужице, 2002, Чедомир Васић, Уметничка галерија „Надежда Петровић“, Чачак, 2004, Душан Герзић Гера, Галерија Хаос, Београд, 2005, Александра Костић, Велика галерија, Централни дом Војске СЦГ, Београд, 2005, Јосиф Видојковић, Галерија Звоно, Београд, 2005, Рајко Попивода, Галерија Центра за савремену уметност Strategie Art, Београд, 2006, Радомир Кнежевић, Уметничка галерија „Надежда Петровић“, Чачак, 2006, Весна Кнежевић, Мадл’Арт, Београд, 2007, Мирко Ловрић - Фотографије и фотограми, Модерна галерија, Лазаревац, 2007, Саша Стојановић, Музеј савремене уметности Војводине, Нови Сад, 2007, Јосиф Видојковић, Национална галерија Београд, Београд, 2008, Гордана Каљаловић, Галерија Звоно, Београд, 2008, Жељка Момиров, Галерија Озон, Београд, 2008, Саша Стојановић, Галерија УЛУС, Београд, 2008, Весна Кнежевић, Галерија 212, Београд, 2008, Горан Косановић, Галерија Звоно, Београд, 2010, Колекција Вејвода, Национална галерија, Београд, 2010, Угљеша Врцељ, Reality Maker, Галерија Звоно, Београд, 2011

## Чланства и награде
АICА, Интернационално удружење уметничких критичара od 1986.
Један од оснивача и члан Колегијума Националног центра за фотографију, Београд, 1992.
Награда Лазар Трифуновић, Београд, 2000.